# Betta uberis
Betta uberis es una especie de pez de agua dulce de la familia Osphronemidae.

## Estado de conservación
Es una especie incluida desde 2019 en la Lista Roja de la UICN y clasificada en la categoría de especie vulnerable. Fue evaluada el 7 de diciembre de 2018.

## Taxonomía
Betta uberis fue descrita por primera vez por los singapurenses Heok Hui Tan (ictiólogo) y Peter Kee Lin Ng (carcinólogo) y publicada en Ichthyological Exploration of Freshwaters 17 (2): 97-114 en 2006.